# 新空港自動車道
新空港自動車道（しんくうこうじどうしゃどう、英語: SHIN-KUKO EXPWY）は、千葉県成田市の東関東自動車道から成田国際空港（旧称・新東京国際空港）へのアクセス高速道路として建設された3.9キロメートル (km) の高速道路（高速自動車国道）である。略称は新空港道（しんくうこうどう）。
高速道路ナンバリングによる路線番号は、「E65」が割り振られている。

## 概要
路線は国土開発幹線自動車道には指定されておらず、高速自動車国道の路線を指定する政令によって高速自動車国道の指定がなされている。政令による正式な路線名は成田国際空港線。
本路線は全線が大都市近郊区間となっている。また、無料で通行できる一般部として国道295号が並行している。
建設にあたり、成田国際空港周辺整備のための国の財政上の特別措置に関する法律（成田財特法）による補助金のかさ上げの適用を受けている。
なお、成田国際空港株式会社が構想する空港周辺道路の1つとして、新空港自動車道の延長線上に首都圏中央連絡自動車道と接続する道路（成田空港平行滑走路横断道路）の整備が構想として存在するが、この道路が新空港自動車道として供用されるかは未定である。

## インターチェンジなど
- 全区間千葉県成田市内に所在。
- 略字は以下の項目を示す。
IC：インターチェンジ、JCT：ジャンクション、SIC:スマートインターチェンジ。

| IC 番号 | 施設名   | 接続路線名         | 起点 から (km) | 備考                                |
| ------- | -------- | ------------------ | -------------- | ----------------------------------- |
| 9-1     | 成田JCT  | E51 東関東自動車道 | 0.0            | 北千葉道路との接続計画あり          |
| 10      | 成田IC   | 国道295号          | 0.0            | 東関東道方面出入口のみ              |
|         | 成田SIC  | 国道295号          | 0.6            | 新空港IC方面入口のみ 6 - 15時利用可 |
|         | 新空港IC |                    | 3.9            | 成田国際空港出入口                  |

## 歴史
- 1971年（昭和46年）10月27日 : 宮野木JCT - 富里IC開通（現・東関東自動車道）。
- 1972年（昭和47年）8月19日 : 富里IC - 成田IC開通（現・東関東自動車道）。
- 1978年（昭和53年）5月21日 : 成田IC - 新空港IC開通により全線開通。
- 1979年（昭和54年）4月1日 : 宮野木JCT - 成田ICが東関東自動車道に名称変更される。
- 2004年（平成16年）4月1日 : 新東京国際空港が民営化され成田国際空港に改称されたことに伴い、政令路線名が新東京国際空港線から成田国際空港線に変更される[7]。
- 2005年（平成17年）10月1日 : 東日本高速道路株式会社に移管。
- 2009年（平成21年）4月1日 : 成田スマートIC入口が運用開始。利用時間は6時から10時まで。
- 2013年（平成25年）8月8日：成田スマートICの利用時間を15時まで延長。

## 路線状況

### 車線・最高速度
| 区間                  | 車線 上下線=上り線+下り線 | 最高速度 |
| --------------------- | ------------------------- | -------- |
| 成田JCT/IC - 新空港IC | 4=2+2                     | 100 km/h |

### 道路管理者
- 東日本高速道路 関東支社
  - 千葉管理事務所 : 全線

### 交通量
24時間交通量（台）　道路交通センサス
| 区間                 | 平成17（2005）年度 | 平成22（2010）年度 | 平成27（2015）年度 |
| -------------------- | ------------------ | ------------------ | ------------------ |
| 成田JCT/IC - 成田SIC | 11,660             | 09,892             | 10,691             |
| 成田SIC - 新空港IC   | 11,660             | 10,031             | 10,858             |

（出典：「平成22年度道路交通センサス」・「平成27年度全国道路・街路交通情勢調査」（国土交通省ホームページ）より一部データを抜粋して作成）
- 令和2年度に実施予定だった交通量調査は、新型コロナウイルスの影響で延期された[8]。

## 地理

### 通過する自治体
- 千葉県
  - 成田市

### 接続する高速道路
- E51 東関東自動車道（成田ICで接続）